# Руська Темрязань
Руська Темрязань (рос. Русская Темрязань) — село в Кузоватовському районі Ульяновської області Російської Федерації.
Населення становить 19 осіб. Входить до складу муніципального утворення Лісоматюнинське сільське поселення.

## Історія
Від 2004 року входить до складу муніципального утворення Лісоматюнинське сільське поселення.

## Населення
| 2010 |
| ---- |
| 19   |